# Марія Градець
Марія Градець (словен. Marija Gradec) — поселення в общині Лашко, Савинський регіон, Словенія. Висота над рівнем моря: 222,1 м.